# Debbie Does Dallas
Pour plus de détails, voir Fiche technique et Distribution.
Debbie Does Dallas (littéralement « Debbie se tape Dallas ») est un film pornographique américain de 1978 mettant en vedette Bambi Woods dans le rôle de Debbie. L'intrigue du film se concentre sur une équipe de pom-pom girls qui tentent de gagner assez d'argent pour envoyer Debbie à Dallas, au Texas, pour tenter sa chance de faire partie des « Texas Cowgirls », nom fictif faisant allusion aux réelles meneuses de claque de l'équipe de football américain des Cowboys de Dallas. Il est à noter que la publicité du film laissait entendre que l'actrice principale aurait déjà tenté de joindre sans succès ces meneuses de claque dans la vie réelle mais elle le nie dans une interview.
Debbie Does Dallas demeure l'un des films pornographiques les plus connus. Il a été un succès de salle et a vendu 50 000 exemplaires en vidéo, soit la sortie la plus réussie d'un film porno de son temps. Il est reconnu parmi les plus importants de la période du « Porno chic ». Le film a engendré un certain nombre de suites et films dérivés comme Debbie Does New-Orleans, Debbie Does Wall Street, Debbie Does Dallas... Again. Des films non reliés, comme la série Debbie Duz Dishes, ont aussi utilisé le nom bien connu. Il a également donné naissance à une comédie musicale Off-Broadway en 2002, Debbie Does Dallas: The Musical.

## Synopsis
Debbie Benton (Bambi Woods) est la capitaine de son équipe de pom-pom girls à l'école secondaire et elle confie à des coéquipières qu'elle a été acceptée pour un essai avec les Texas Cowgirls. Cependant, ses parents désapprouvent et refusent de payer le voyage. Dans le but d'aider Debbie, ses amis Lisa (Georgette Sanders), Roberta (Misty Winter), Tammy (Arcadia Lake), Pat (Kasey Rodgers) et Annie (Jenny Cole) décident de l'accompagner au Texas mais n'ont que deux semaines pour réunir l'argent. Elles jurent de cesser de sortir et d'avoir toute activité sexuelle avec leurs petits amis footballeurs pour se consacrer à une société qu'elles créent, appelée Services Teen, offrant de l'aide en tous genres.
Tammy prend un emploi dans le magasin de disques local dirigé par Tony (Tony Mansfield). Debbie obtient un emploi dans un magasin de sport dirigée par M. Greenfield (Richard Balla). Roberta convainc M. Hardwick (Eric Edwards) de lui donner un emploi à son magasin de bougies avec Mme Hardwick (Robyn Bird). Rikki (Sherri Tart) et Annie conviennent d'offrir de laver la voiture de M. Bradly.
L'équipe de football est ennuyé avec ce manque de sexe. Rick (David Morris), le petit ami de Roberta, et ses coéquipiers rejoignent subrepticement Roberta et Pat dans les douches où ils font l'amour à plusieurs. Tout en travaillant pour M. Greenfield au magasin de sport, Debbie le laisse voir ses seins pour dix dollars, caresser les seins pour un autre billet de dix, puis il les suce pour un supplément de vingt dollars. Ceci lui donne une idée pour le financement.

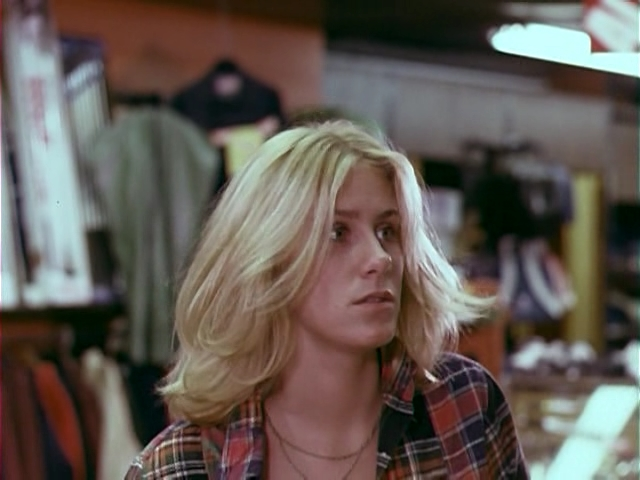
Bambi Woods dans une scène du film.

Réalisant qu'elles ne seront pas en mesure d'amasser suffisamment d'argent par des moyens légitimes, Debbie convainc les autres filles de se livrer à des activités sexuelles pour plus d'argent. Elles sont d'accord, mais seulement à leurs conditions. Roberta est la première à encaisser. Elle est prise à se masturber par Mme Hardwick et se livre alors à une partouse à trois avec M. et Mme Hardwick pour gagner de l'argent supplémentaire. De leur côté, Rikki et Annie vont voir M. Bradly (David Suton) pour laver sa voiture mais il n'est pas à la maison. Elle commence le travail et lorsque M. Bradly arrive à la maison, il leur offre de sécher leurs vêtements mouillés. Elles se déshabillent pour lui pour dix dollars, puis, après leur avoir fait un cunnilingus, il sodomise Annie.
Pendant ce temps, à la bibliothèque, Donna (Merril Townsend) flirte avec M. Biddle, le bibliothécaire. Son petit ami Tim (Bill Barry) lui rend visite et tente d'avoir des relations sexuelles. Elle finit par lui céder et lui donne une fellation mais elle est prise en flagrant délit par M. Biddle (Jack Teague). Comme elle a peur qu'il en informe ses parents, Donna lui permet de la fesser et de lui toucher ses parties intimes.
Hamilton (Peter Lerman) et son ami Ashly (Ben Pierce) sont dans le sauna du club après un match de tennis. Hamilton réussit à convaincre Lisa de lui faire une fellation pendant qu'Ashly la pénètre. Au magasin de disques, Tammy essaie d'éviter les avances de Tony. Elle appelle Lisa qui se joint à eux. Lisa propose à Tony commence à lui faire une fellation, puis se joint à Tammy, et il éjacule sur les seins de Tammy.
Debbie habillée en Texas Cowgirls se rend au magasin de M. Greenfield après les heures d’ouverture car ce dernier lui a promis de financer le voyage si elle fait l'amour avec lui. Elle lui fait d'abord une fellation puis il pénètre son vagin avec son doigt et effectue un cunnilingus. Ensuite, ils se livrent à des relations sexuelles, d'abord dans la position du missionnaire, puis en levrette, puis avec Debbie sur le dessus en position du chevauchement. Ils terminent dans la position du missionnaire avant que M. Greenfield n'éjacule sur Debbie.

## Fiche technique
- Réalisation : Jim Clark
- Scénario : Maria Minestra
- Société de production : School Day Films
- Société de distribution : VCX, Cabaret Video[1]
- Pays de production :  États-Unis
- Langue originale : anglais
- Durée : 90 minutes

## Distribution
- Bambi Woods : Debbie Benton
- Richard Balla : Mr. Greenfeld
- Christie Ford (alias Misty Winter) : Roberta
- Robin Byrd : Mme Hardwick
- Eric Edwards : M. Hardwick
- Rikki O'Neal (alias Sherri Tart) : Rikki
- Jenny Cole : Annie
- David Pierce (alias David Suton) : M. Bradly
- Merle Michaels (aliass Merril Townsend) : Donna
- Jack Teague (alias Jake Teague) : M. Biddle
- Bill Barry : Tim
- Georgette Sanders : Lisa
- Peter Lerman : Hamilton
- Ben Pierce : Ashly
- Arcadia Lake : Tammy
- Tony Mansfield : Tony
- David Morris : Tim
- Kasey Rodgers : Pat
- Debbie Lewis : fille dans les douches
- Steve Marshall : gars dans les douches

## Réalisation
Le film a été produit et réalisé par Jim Clark. Certaines scènes ont été tournées au terrain de sport du Brooklyn College et dans la bibliothèque de l'Institut Pratt à Brooklyn, New York, à l'insu ou sans l'accord de l'administration,. Une rumeur, démentie depuis, statuait que certaines scènes avaient été tournées à l'Université d'État de New York à Stony Brook, y compris la scène de la bibliothèque. Une enquête auprès des anciens élèves et du président de la société de production de Debbie Does Dallas révèle que cette revendication était fausse.

## Sortie en salle
Debbie Does Dallas, comme d'autres films pornographiques de cette époque, a eu des démêlés avec la justice et les distributeurs. À New York, un théâtre pour adultes a dû annuler la projection du film à la suite d'une injonction par l'équipe de meneuses de claque des Cowboys de Dallas en vertu de la loi Lanham sur le droit des marques (affaire The Dallas Cowboys Cheerleaders v. Pussycat Cinema).
En confirmant la décision du tribunal en faveur des pom-pom girls, la Cour d'appel des États-Unis pour le deuxième circuit a décrit le film comme un « film de sexe brut révoltant ». Les plaignantes ont fait valoir avec succès que leurs uniformes ont été imités par les producteurs du film et utilisés dans la publicité de celui-ci. L'équipe a fait valoir que les uniformes sont des éléments strictement fonctionnels, mais le juge a expliqué qu'« il est bien établi que, si la conception d'un produit est non fonctionnel et a acquis un sens secondaire, la conception peut devenir une marque, même si l'article lui-même est fonctionnel ».
La décision a été critiquée pour des raisons de liberté d'expression, mais la Cour d'appel des États-Unis pour le septième circuit a jugé que « la confusion sur le parrainage ou l'approbation, même si la marque ne peut induire en erreur les consommateurs sur l'origine des produits » peut être suffisant pour demander une réclamation en vertu de la Loi Lanham section 43 (a).
Dans une autre affaire judiciaire en 1983 à New York, United States v. Various Articles of Obscene Merchandise, la Cour n'a pas trouvé le film obscène. La publication de 1986 du rapport de la Commission Meese sur la pornographie contenait des descriptions graphiques des scènes de sexe du film et des extraits non censurées de dialogue qui peuvent avoir contribué au fait qu'il est devenu un best-seller.
Finalement en 1987, un juge de la cour de district des États-Unis a statué que le film était « irrémédiablement » dans le domaine public parce que les producteurs n'ont pas demandé la protection du droit d'auteur à temps,.

## Parodies et reprises
Le film a eu de nombreuses suites et reprises sur plusieurs décennies. L'Internet Adult Film Database énumère douze films, s'étendant de 1979 jusqu'à 2007, faisant partie des suites de ce film. Dans le livre de Pornography and Seriality: The Culture of Producing Pleasure de 2013 : le journaliste David Slayden a dit qu'« aucune autre série de films pornographiques n'a plus de reprises que Debbie Does Dallas ». La liste des films comprend :
- Debbie Does Dallas (1979)
- Debbie Does Dallas 2 (1981)
- Debbie Does Dallas 3 (1985)
- Debbie Does Dallas 4 (1988)
- Debbie Does Dallas 5 (1988)
- Debbie Does Dallas Again (1993)
- Debbie Does Dallas 20th Anniversary Edition (1994)
- Debbie Does Dallas : The Next Generation (1998)
- Debbie Does Dallas '99 (1998)
- Debbie Does Dallas : The Revenge (2003)
- Debbie Does Dallas : East Vs West (2004)
- Debbie Does Dallas Again (2007)

La série dérivée inclut :
- Debbie Does Dishes (1986)
- Debbie Does 'Em All (1986)
- Debbie Does Wallstreet (1991)
- Debbie Loves Dallas (2007)

En 2001, Debbie Does Dallas: The Musical a été créée par Susan L. Schwartz pour le Festival international Fringe de New York (en). En 2002, il l'a adapté pour le présenter off-Broadway. Contrairement au film, la comédie musicale ne contient pas de sexe ou de nudité. L'histoire, les dialogues et les personnages sont tirés du film original, avec des numéros de danse au lieu des scènes de sexe ou pour donner un effet comique. Le spectacle a été présenté à plusieurs endroits dans le monde, souvent avec une chorégraphie plus explicite. En 2015, la version musicale tournait encore.
En 2005, un documentaire intitulé Debbie Does Dallas a été produit et diffusé à la télévision britannique et en 2006, VCX a fait remastériser la bande 35mm originale par Media Blasters pour sa collection Definitive Collectors Edition en 2 DVD.
Le 11 avril 2007, Vivid Entertainment Group a inclus des séquences du film original dans Debbie Does Dallas Again fait avec des stars du porno contemporains. Il est sorti en DVD, Blu-ray, et HD DVD et a gagné plusieurs prix au AVN Award de 2008.